# Адашевское сельское поселение
Адашевское сельское поселение — муниципальное образование в Кадошкинском районе Мордовии. Включает село Адашево.
Административный центр поселения — село Адашево.

## Общие сведения
Общая площадь земель — 3 679 гектаров. Общая протяженность улиц, проездов, набережных (на конец 2008 года) — 7,3 километра. Площадь земель сельхозугодий муниципального образования — 3 040 гектаров. Общая площадь застроенных земель — 61 гектар. Общая площадь жилых помещений 15,87 тыс. м². В ветхих и аварийных жилых домах общей площадью 0,3 тыс. м² проживает 21 человек. Протяжённость уличной газовой сети — 15 380 метров. Работало 2 котельные мощностью до 3 Гкал/ч.
В селе Адашево работают фельдшерско-акушерский пункт, одна спортивная площадка и один спортивный зал, клуб с библиотекой, отделение почтовой связи «Почта России» (индекс — 431910).
Действует Церковь Троицы Живоначальной.

## Экономика
Основной отраслью экономики является сельское хозяйство.
В 2009 году посевная площадь сельскохозяйственных культур в хозяйствах населения составила 33 гектара, в том числе 16 гектар было занято под картофель, 5 гектаров открытого и закрытого грунта под овощи.
В селе Адашево работают два магазина общей площадью 52 м².
В 2009 году было выдано 2 разрешения на строительство и 6 разрешений на ввод объектов в эксплуатацию.
Доходы местного бюджета (включая безвозмездные поступления и доходы от предпринимательской и иной приносящей доход деятельности) за 2008 год составили 4 045 тыс. руб., в том числе собственные доходы — 754 тыс. руб. Расходы местного бюджета за 2008 год — 4 246 тыс. руб. Среднемесячная номинальная начисленная заработная плата работников крупных, средних предприятий и некоммерческих организаций рубль составила — 6034,3 руб..

## Образование
В селе Адашево работает муниципальное бюджетное общеобразовательное учреждение «Адашевская средняя общеобразовательная школа».

## Социальное обеспечение
В селе Адашево отделение социального обслуживания на дому обслуживает 4 граждан пожилого возраста и инвалидов.